# Drian Francisco
Adrian Francisco, detto Drian (San Jose, 10 novembre 1982), è un pugile filippino.
È soprannominato "The Man" o "Gintong Kamao" (in italiano "pugno dorato"). Nato nella provincia di Mindoro, ha un record di 18-0-1 (14 vittorie prima del limite). Ha un fratello più giovane, Lloyd Francisco, anch'egli pugile.

## Carriera
Francisco ha debuttato come professionista il 29 aprile 2005. Nell'occasione ha affrontato e sconfitto il connazionale Jessie Caballes per KOT alla 2ª ripresa.
Ha vinto il titolo regionale WBO Asia Pacific dei pesi leggeri il 30 dicembre 2006 sconfiggendo Pichitchok Singmanassak alla 7ª ripresa per KO tecnico. Il 4 agosto 2007 l'ha difesa contro Wanmeechok Singwancha, vincendo al 1º round.
Dopo quasi 2 anni di inattività è tornato sul ring il 19 aprile 2009, dove ha sconfitto
Sharil Fabanyo per KO tecnico. L'incontro era parte di una serie di match aventi come evento principale lo scontro tra Nonito Donaire e Raul Martinez.